# ناتئ جناحي للعظم الوتدي
الناتئ الجناحي للعظم الوتدي (بالإنجليزية: Pterygoid processes of the sphenoid)‏ هو الجزء العمودي الناتئ من العظم الوتدي. يحوي صفيحتان إنسية ووحشية،
تتكون كل عملية من صفيحة جناحية وسطية وصفيحة جناحية جانبية ، وهذه الأخيرة تعمل كأصل للعضلات الجناحية الإنسي والجانبية. تسمح العضلة الجناحية الوسطى ، جنبًا إلى جنب مع المقياس ، للفك بالتحرك في اتجاه رأسي أثناء انقباضه واسترخائه. يسمح الجفن الجانبي للفك بالتحرك في اتجاه أفقي أثناء المضغ. يتم استخدام كسر أي من الصفيحتين في الطب السريري لتمييز تصنيف كسر لي فورت للإصابات عالية التأثير للعظام الوتدي والفك العلوي.
يندمج الجزء العلوي من العمليات الجناحية من الأمام ؛ الأخدود الرأسي ، الحفرة الجناحية ، ينزل على مقدمة خط الاندماج. يتم فصل الصفائح أدناه عن طريق شق زاوي ، الشق الجناحي ، حيث تكون حوافه خشنة للتعبير عن العملية الهرمية لعظم الحنك.
تتباعد الصفيحتان خلفهما وتحيطان بينهما حفرة على شكل حرف V ، الحفرة الجناحية ، والتي تحتوي على العضلة الجناحية الإنسيّة وحفرة التنسور.
يوجد فوق هذه الحفرة منخفض صغير ، بيضاوي ، ضحل ، الحفرة الزورقية ، والتي تعطي منشأ للنسور فيلي بالاتيني.
السطح الأمامي للعملية الجناحية عريض ومثلث بالقرب من جذره ، حيث يشكل الجدار الخلفي للحفرة الجناحية ويقدم الفتحة الأمامية للقناة الجناحية.
في العديد من الثدييات ، يبقى كعظم منفصل يسمى عظم الجنازة.
اسمها يوناني بمعنى «تشبه الزعنفة أو الجناح» من شكلها.